# Värmlands Vikingacenter
Värmlands Vikingacenter is een museum in het Zweedse Nysäter. Het museum werd opgericht in 2008 en belicht de tijd van de Vikingen. Het museum werd opgebouwd rond een in 2003 overgekochte vikingtentoonstelling van 200 vierkante meter uit het Jorvik Viking Centre in York.